# Ludwig Eckardt

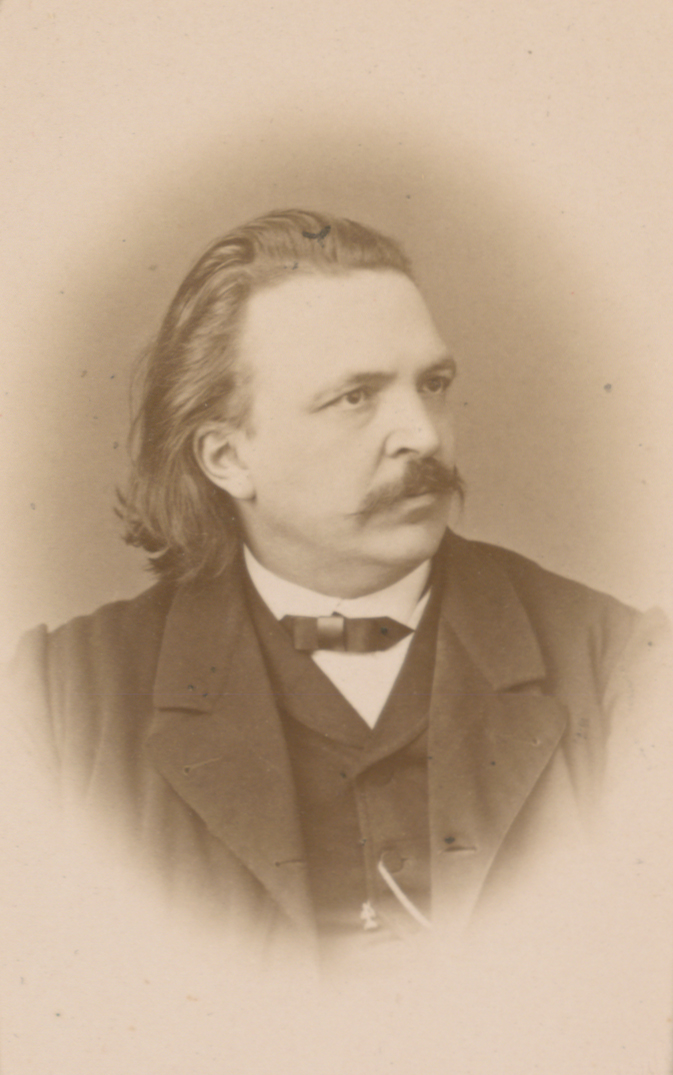
Ludwig Eckardt im Jahr 1871

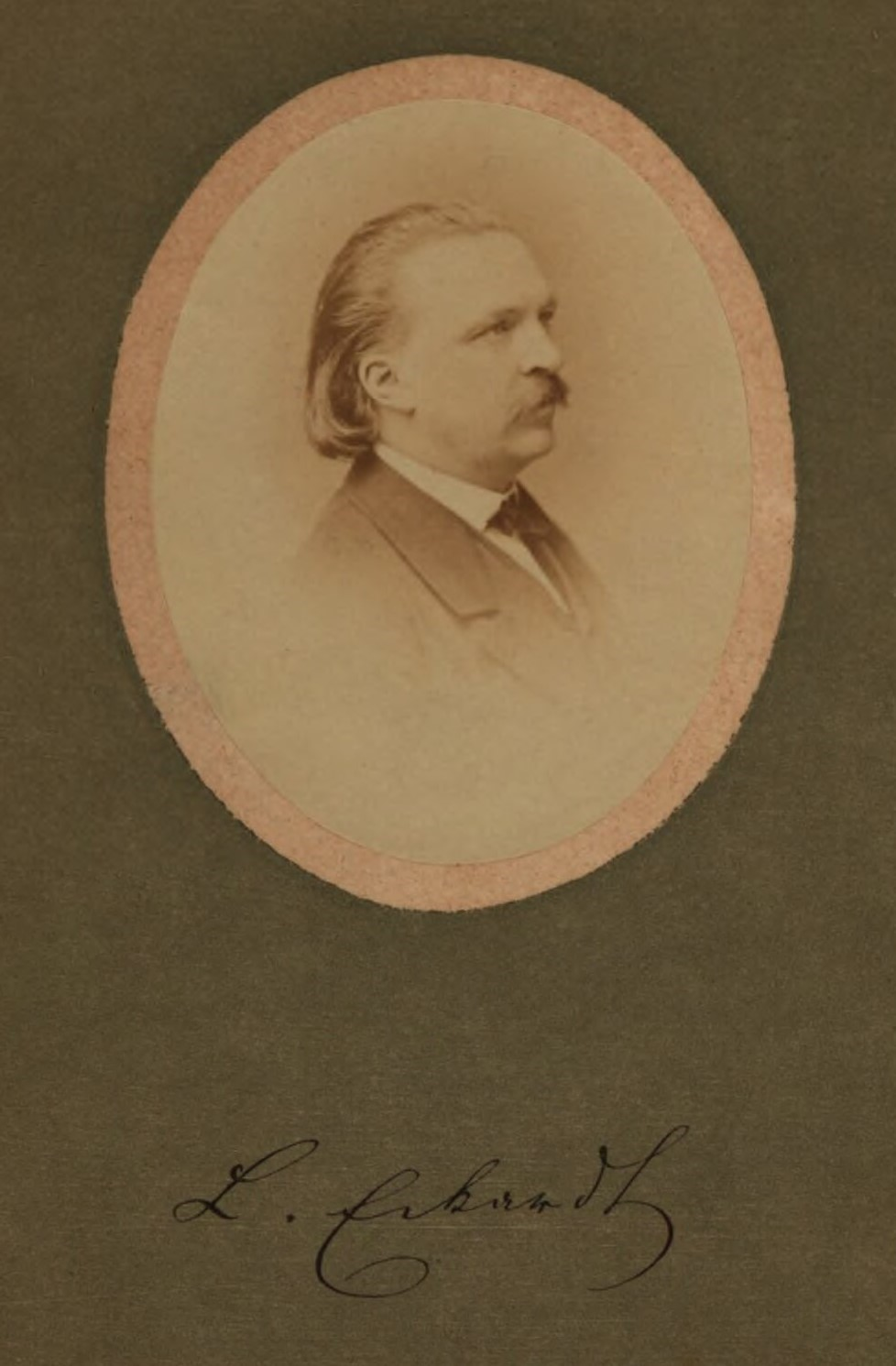
Ludwig Eckardt, Porträt von Friedrich Brandseph und Eckardts Unterschrift. (Frontispiz aus Eckardts Buch Wander-Vorträge aus Kunst und Geschichte, Stuttgart 1868)

Ludwig Michael Eckardt, (Pseudonym Clodwig Eckardt) (* 16. Mai 1827 in Wien; † 1. Februar 1871 in Tetschen; Böhmen) war ein österreichischer Lyriker, Schriftsteller, Revolutionär 1848/49, Journalist und Wanderredner.

## Leben
Ludwig Eckardt war der Sohn von Joseph Eckardt († 1849) und von Caroline geb. Rober († 1851)
Nach der Matura am Josephstädter Gymnasium studierte Eckardt ab 1844 an der Universität Wien Literaturgeschichte und Ästhetik. 1846 versuchte Eckardt „Polenlieder“ bei dem Hamburger Verlag Hoffmann und Campe zu veröffentlichen. Er übersandte sein Manuskript mit der gewöhnlichen Post. Die politische Zensurbehörde von Metternich öffnete jedoch die Post und setzte Eckardt für drei Wochen fest. Bereits als noch nicht 19-Jähriger veröffentlichte er, befürwortet von Christoph Kuffner (1780–1846), sein der Frithjofssage verwandtes Drama Tron und Hütte. An der Wiener Oktoberrevolution von 1848 beteiligte er sich u. a. als Mitglied des Sicherheitsausschusses, verfasste verschiedene Schriften, in denen er für Pressefreiheit, Republik und Volksvertretungen sich aussprach. Er wurde verdächtigt die intellektuelle Urheberschaft am Mord von Latour zu haben. Er flüchtete zunächst nach Dresden, dann engagierte er sich noch in der badischen Reichsverfassungskampagne und floh nach dem Ende der Kampagne in die Schweiz.
Promotion zum Doktor der Philosophie am 1. November 1852, in Bern als Privatdozent für „Deutsche Literatur, Stilistik und Anleitung zur Redekunst“ an der Universität Bern (1852–1860). Er erhielt 1858 das Bürgerrecht im Kanton Zug. Er war Lehrer für Deutsch und Literatur am Gymnasium Luzern (1860–1862), ging als Hofbibliothekar nach Karlsruhe (1862–1864). Er war Mitglied des deutschen Nationalvereins und der Deutsche Volkspartei und deren Redakteur des Deutschen Wochenblattes (1865/1867).
In Mannheim war er Mitglied der Freimaurerloge Carl zur Eintracht. Er redigierte von 1864 bis 1867 das „Deutsche Wochenblatt“ in Mannheim. Ende Juni 1867 wurde in Österreich eine größere Amnestie erlassen unter die auch Ludwig Eckardt fiel.
Innerhalb des Nationalvereins suchte Eckardt zwischen Liberalen und Demokraten, zwischen Großdeutschen und Kleindeutschen preußischer Lösung zu vermitteln. Da die Bürgerlichen immer mehr einer Lösung der deutschen Frage zu Gunsten Preußens erstrebten, besonders nach 1866, wollte er unbedingt an seiner republikanischen Auffassung festhalten. Nachdem 1867 eine Amnestie ihm erlaubte wieder nach Österreich einreisen zu dürfen, endeten seine politischen Hoffnungen für eine Großdeutsche Lösung.
Ab 1867 besuchte er eine große Zahl Städten in Österreich. Dort hielt er Wandervorträge über historische und literarische Themen. Seinen Wohnsitz nahm er dann wieder in seiner Vaterstadt Wien. Er starb auf einer Lesereise durch deutsche Städte im Böhmen an einer „Gehirnentzündung“ wie viele Zeitungen und Zeitschriften berichteten am 1. Februar 1871 in Tetschen. Er wurde in Tetschen begraben. Auf dem Friedhof sollte ein Grabdenkmal für ihn errichtet werden.
„Als Dichter veröffentlichte Eckardt die rhetorischen Dramen. Von seinen ästhetischen Versuchen und Abhandlungen fanden die Erläuterungen zu Schillers Räubern, Fiesco, Kabale und Liebe (in der von Heinrich Düntzer in Zusammenarbeit mit Eckart herausgegebenen Reihe Erläuterungen zu den deutschen Klassikern) den meisten Beifall.“ Anhand der Auflagen wurden aber seine Novellen „Gefallene Würfel“ (unter verschiedenen Titeln) mehrfach nachgedruckt, ebenso die „Anleitung, dichterische Meisterwerke auf eine geist- und herzbildende Weise zu lesen und sich dauernd anzueignen“. Auch seine „Wander-Vorträge aus Kunst und Geschichte“ sind Nachdrucke verschiedener Prosatexte. Am erfolgreichsten aber war das Trauerspiel „Sokrates“, weil es noch posthum vom Verlag Philipp Reclam jun herausgegeben wurde.

### Familie
Eckardt heiratete 1858 Ernestine Volmar, Tochter von Ernst Volmar, Professor der Mathematik in Bern. Seine Frau veröffentlichte unter dem Namen Ernestine Eckardt-Volmar 1866 den Roman „Helene“ im Verlag von Ed. Wartig in Leipzig.
Er hinterließ bei seinem Tod 1871 seine Witwe und drei nicht volljährige Kinder: zwei Söhne und eine Tochter. Der älteste Sohn heißt Friedrich Eckardt und veröffentlichte als Herausgeber 1877 sein Werk „Sokrates“ im Reclam Verlag.

## Ehrungen
Im Jahr 1930 wurde in Wien-Penzing (14. Bezirk) die Ludwig-Eckhardt-Gasse nach ihm benannt.

## Werke
- Tron und Hütte. Romantisches Drama in fünf Aufzügen. Fon L. M. Eckardt. (Stoffverwandt mit der Frithiofssage). Dem teutschen Garrik Ludwig Löwe, k. k. Hofschauspile und Regisseur hochachtungsfoll geweiht. Beforwortet fon Chr. Kuffner. Di Musik fon Hrn. Kapellmeister Karl Binder. Witwe & Prandel, Wien 1846. HathiTrust Digital Library[18]
- Clodwig Eckardt: Verwehte Blätter eines jungen Dramaturgen. 2. Aufl. B. G. Teubner, Dresden, Leipzig 1847. Österreichische Nationalbibliothek[19]
- Das österreichische Odeon, hrsg. von Ludwig Eckardt und Ernst Rose.Lechner, Wien 1847. Google (Teil 3 und 4)
- Neue Volkshimne der Wiener Studenten. Geschrieben in der Nacht des 15. März, des „Idus Martis“ für die Finsterlinge Wien 1848. Flugschriften Universität Frankfurt a. M.
- Das junge Oesterreich. Nazional-politisches Organ der Wiener Hochschule. Schaumburg & Komp., Wien 1848. Verantwortlicher Redakteur L. Eckardt. Google
- Die rothe Mütze. Demokratische Zeitschrift. Verantwortliche Redakteure: C. Cerri, L. Eckardt. Wien 1848. Google.
- Friedrich von Österreich: Epische Dichtung. Leipzig und Wien 1848. Archive.org[20]
- Johann Georg Müller aus St. Gallen. Ein interessantes Dichter- und Künstlerleben. In: Neue schweizerische Viertel-Jahrsschrift. Band 2. Heft 1. Jg. Bern 1851.
- Auferstehungs-Rede eines October-Flüchtlings. Gehalten am 20. Februar 1849 in einer großen Volks-Versammlung zu Bautzen. Hiecke, Bautzen 1849.
- Vorlesungen über Goethe's Torquato Tasso. Vorgetragen in der Aula der Berner-Hochschule. Versuch eines litterarisch-ästhetischen Kommentars für Freunde des Dichters und höhere Lehranstalten. Chr. Fischer, Bern 1852. BSB München
- Bern im Bunde! Festgedichte und eine poetische Erklärung des historischen Zuges. C. A. Jenni Vater, Bern 1853.
- Vorlesungen über Shakespeare's Hamlet. Versuch einer psychologischen Entwicklung H. R. Sauerländer, Aarau 1854. HathiTrust[21]
- Ueber Richard Wagners Entwicklung und Richtung (Separatabdruck in 50 Exemplaren aus der Zeitschrift: Hamburger Literarische und Kritische Blätter. Redigirt von Dr. F. L. Hoffmann). A. F. M. Kümpel, Hamburg 1857. Google
- Erläuterungen zu den deutschen Klassikern.[22]
  - Erläuterungen zu Schiller's Werken. Dritte Abtheilung. Friedrich Schillers Werke I Die Räuber. erläutert von L. Eckardt;Jena: Hochhausen, 1856. Google
  - Erläuterungen zu Schiller's Werken, Dritte Abtheilung III. IV Schiller's Fiesko erläutert von L. Eckardt. Hochhausen, Jena 1857 Google[23]
  - Erläuterungen zu Schiller's Werken. Dritte Abtheilung. Kabale und Liebe erläutert von L. Hochhausen, Jena 1857 Google[24]
- Friedrich Schiller und seine Stellung zu unserer Gegenwart und Zukunft in ästhetischer, politischer und religiöser Beziehung. Zur Säkularfeier des Dichters. Vortrag am 18. März 1859. Hochhausen, Wenigen-Jena 1859.BSB München[25]
- Dramatische Werke. C. Hochausen, Weningen-Jena.
  - I, Sokrates. Trauerspiel in fünf Aufzügen. 1858. BSB München[26]
    - Sokrates. Trauerspiel in vier Aufzügen (Theaterbearbeitung) von Ludwig Eckardt. Philipp Reclam jun, Leipzig 1877. (=Reclams Universal-Bibliothek 888) WWU Münster[27]

  - II, Friedrich Schiller. Drama in fünf Aufzügen. 1859. BSB München[28]
  - III, Palm, ein deutscher Bürger. Trauerspiel in fünf Aufzügen. 1860. BSB München[29]
  - IV. Weltbürger und Patriot (Vom linken Rheinufer). 1862.[30]Google[31]
- Mithrsg.: Album des litterarischen Vereins in Bern. Harald Blum, Bern 1858. Forgottenbooks
- Schiller, Thorwaldsen, David, Beethoven ein Bruchstück aus der „Weltgeschichte der Kunst“. (Festrede am Schillertage in Leipzig: 10. November 1862. Carl Hochhausen's Verlag (Woldemar Lutze), W.-Jena und Leipzig und Jena 1862. Google[32]
- Nationalität oder Freiheit? Centralisation oder Föderation? Eine Frage an die Völker Europa's in den Tagen einner neuen napolionischen Zeit und neuer drohender Weltkämpfe. (Ein Stimme aus der Schweiz) (Mit einem Bildnis von Georg Forster) Karl Hochhausen, Wenigenjena 1859. Google[33]
- Anleitung, dichterische Meisterwerke auf eine geist- und herzbildende Weise zu lesen und sich dauernd anzueignen. Der Schule und dem Hause. Hochhausen, Wenigen-Jena 1857. Hochhausen, Wenigen-Jena 1860 BSB München (2. verm. Aufl. 1866; 3. verm. Aufl. 1883 hrsg. von Oberlehrer G. Krusche Leipzig Google)[34]
- Fichte, ein Vorbild des deutschen Volkes, und seine Bedeutung für die Gegenwart. (Öffentlicher Vortrag an der Fichtefeier am 19. Mai 1862). A. Bielefeld, Karlsruhe 1862. Österreichische Nationalbibliothek[35]
- Die Völkerschlacht von Leipzig in ihrer Bedeutung für Deutschlands Vergangenheit und Zukunft. Hochhausen Leipzig 1863. Österreichische Nationalbibliothek[36]
- Für Schleswig-Holstein und zur Deutschen Lage. Öffentlicher Vortrag in der Volksversammlung vom 13. Juni 1863 zu Mannheim. J. Schneider, Mannheim 1863. Österreichische Nationalbibliothek[37]
- Schiller's Jugenddramen.[38] Hochhausen, Wenigenjena 1862. MDZ[39]
- (Vom linken Rheinufer). Weltbürger und Patriot. Trauerspiel in 5 Aufzügen. Hochhausen, Wenigen-Jena 1862. BSB München[40]
- Jean Paul Friedrich Richter. Festrede gehalten an der Jahrhundertfeier des Dichters im Freien Deutschen Hochstifte für Wissenschaften, Künste u. allgemeine Bildung zu Frankfurt a. M. (21. März 1863). Heinrich Keller, Frankfurt am Main 1863. Google[41]
- Ludwig Uhland. Gedächtnißrede an der Uhlandfeier des Cäcilienvereins in Karlsruhe am 9. Februar 1863. A. Bielefeld, Karlsruhe 1863.[42] Goole
- Deutschösterreich in seinen Beziehungen zu Deutschland. Eine den Führern der deutschen Bewegung gewidmete Denkschrift. Hrsg. von Dr. F. Lang. Chr. Limbarth, Wiesbaden 1863. Google
- Die Zukunft der Tonkunst. (Namentlich mit Bezug auf die Symphonie, die Kirchenmusik, das Oratorium und die Oper.) Vortrag. C. H. Kahut, Leipzig 1864. BSB München[43]
- Vorschule der Aesthetik.
  - Vorschule der Aesthetik. Zwanzig Vorträge. Erster Band mit 160 Holzschnitten, Titelbildern und musikalischen Beispielen. Hofbuchhandlung von A. Bielefeld, Karlsruhe 1864. Google
  - Vorschule der Aesthetik. Zwanzig Vorträge. Zweiter Band mit 160 Holzschnitten, Titelbildern und musikalischen Beispielen. Hofbuchhandlung von A. Bielefeld, Karlsruhe 1865 Google
- Eine deutsche Antwort auf einen römischen Fluch. (Zum Johannesfeste am 5. November 1865 im …). J. Schneider, Mannheim 1865.
- Shakespeare's englische Historien auf der Weimarer Bühne. In: Shakespeare-Jahrbuch. 1. Jg. 1865). S. 362–391. ISSN 0945-5094
- (redigiert von L. E.): Deutsches Wochenblatt. Organ der Deutschen Volkspartei. Schneider, Mannheim 1864 bis 1867.
- Lessing und das erste deutsche Nationaltheater in Hamburg. Boyes & Geisler, Hamburg 1864. BSB München[44]
- Gefallene Würfel. Novellen.
  - Band 1. J. Schneider, Mannheim 1865. BSB München[45]
  - Band 2. J. Schneider, Mannheim 1865. BSB München[45]
  - Drei Frauen-Charaktere. Novellen. J. Schneider, Mannheim 1865. Google[46]
  - Novellen 3 Bände. J. Schneider, Mannheim 1867.
- Politische Flugblätter. 2. Aufl. Schneider, Mannheim 1866. Google[47]
  - Teil 1. Nur kein fauler Friede!
  - Teil 2. Die neuesten Intrigen der einheimischen „Preußen“.
  - Teil 3. Gegen die neuen „Preußenvereine“ von Heidelberg und Mannheim, S.  17–22.
  - Teil 4. Die wohlverdiente Wahlniederlage der Fortschrittspartei in Preußen, S.  25–28.
  - Teil 5. Angriffskrieg und nicht ewige Vertheidigung! Eine demokratische Kriegführung! S.  29–34.
- Niklaus Manuel. Roman aus der Zeit der schweizerischen Glaubenskämpfe. 2 Bände in einem Band. Karl Hochhausen, Wenigen-Jena 1862. Goole[48]
- Josefine. Drama in fünf Aufzügen. J. Schneider, Mannheim 1868. BSB München
- Wander-Vorträge aus Kunst und Geschichte. Mit einem photographischen Porträt des Verfassers.[49] 2 Bände. Rieger'sch Verlagsbuchhandlung, Stuttgart 1868. Google[50]
- Eduard Hildebrandt: Gedächtnisrede an der, von der deutschen Kunstgenossenschaft und dem Vereine Berliner Künstler am 24. März 1869 in der Singakademie zu Berlin veranstalteten Hildebrandt-Feier. Wagner, Berlin 1869.